# Quatuor Hamann
Le Quatuor Hamann était un quatuor à cordes allemand. Les membres de ce quatuor originaire de Hambourg étaient Bernhard Hamann (de), son fondateur qui était au premier violon, Fritz Köhnsen (2e violon), Fritz Lang (alto) et  Siegfried Palm (violoncelle).
Siegfried Palm fut membre du quatuor de 1950 jusqu'en 1962. En 1963 le quatuor créa le Streichquartett II (Quartetto lirico) composé en 1962 par le compositeur Walter Steffens (de).